# کریستیان شوارتسر
کریستیان شوارتسر (آلمانی: Christian Schwarzer؛ زادهٔ ۲۳ اکتبر ۱۹۶۹) بازیکن هندبال اهل آلمان است.
وی همچنین برندهٔ جوایزی همچون برگ بوی نقره‌ای شده‌است.
وی در مسابقات کشوری و بین‌المللی در مجموع برندهٔ ۱ مدال نقره شده‌است.